# Christine Nagel (Parfümeurin)

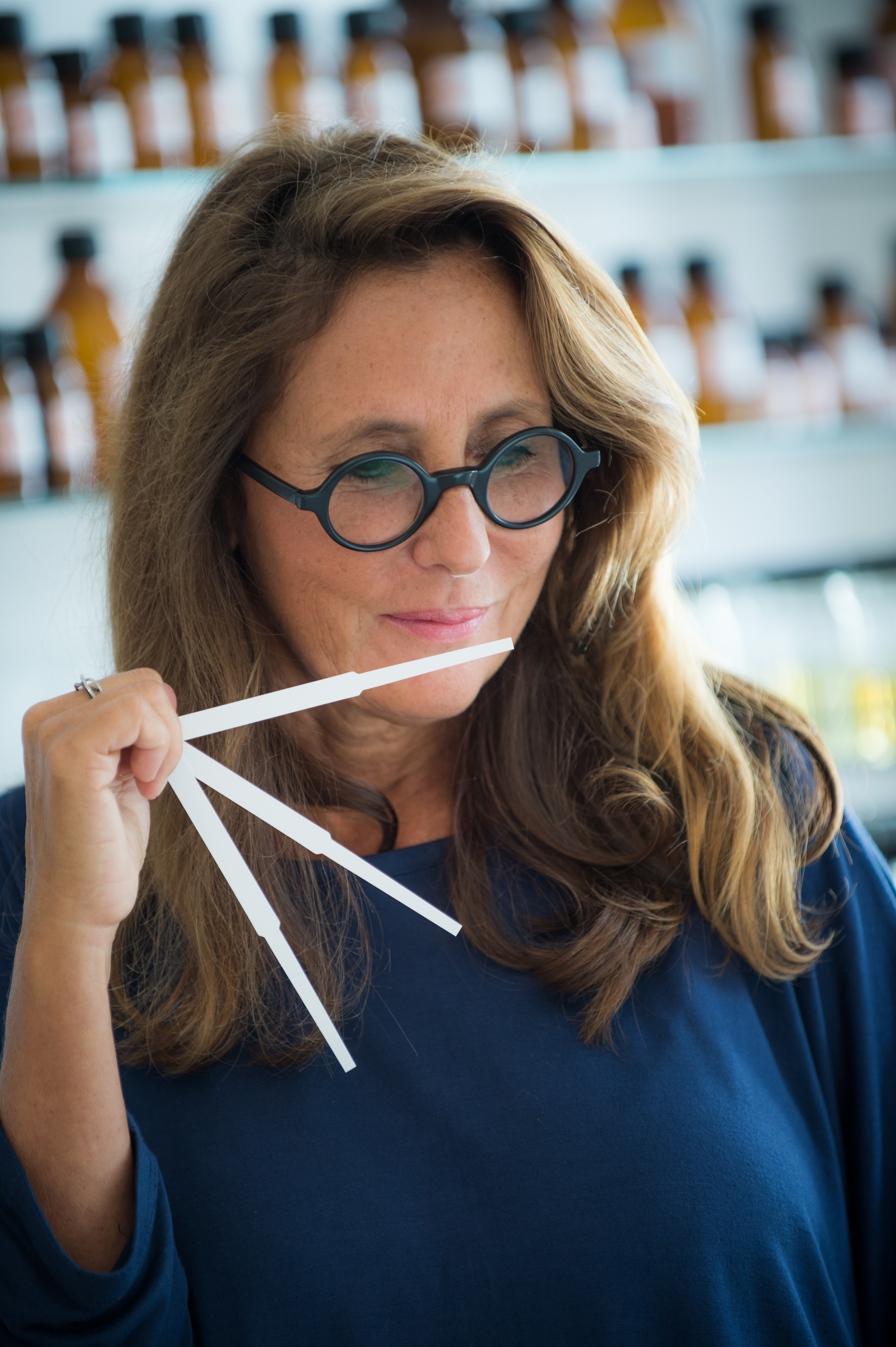
Christine Nagel, 2015

Christine Nagel (geboren 7. Oktober 1959) ist eine Schweizer Parfümeurin. Sie lebte auch in Italien und seit 1997 in Paris; seit 2016 arbeitet sie als Chefparfümeurin bei Hermès.

## Herkunft
Der Vater von Christine Nagel war Schweizer und auch Parfümeur, ihre Mutter Italienerin. Sie wuchs in Genf auf und hat einen 10 Jahre jüngeren Bruder (der auch in der Parfümbranche tätig wurde).

## Berufsweg
Ihr erster Berufswunsch war Hebamme, und Nagel begann daher ein Medizin-Studium. Schon bald wechselte sie auf Chemie. Dabei entstand ihr Wunsch, Parfüms zu kreieren. In der damaligen Zeit war das kein üblicher Weg in die Industrie – die meisten Parfümeure waren Männer, die im Parfüm-Business in Grasse aufgewachsen waren – aber Nagel bemerkte, dass damals die Parfümeur-Schulen begannen, Chemie als Voraussetzung zu sehen, und dass mehr Frauen in diesen Bereich kamen.

### Erste berufliche Stationen
Nach ihrem Abschluss in organischer Chemie arbeitete Nagel zunächst in der Entwicklungsabteilung des Schweizer Duftstoffherstellers Firmenich. Parfümeur dort war Alberto Morillas, eine Größe in der Parfümindustrie. Ihrem Wunsch, in der Parfüm-Abteilung arbeiten zu können, wurde nicht entsprochen, da ihr der traditionelle Hintergrund fehlte, sie durfte aber stattdessen Parfüms auf ihre Bestandteile bis auf Molekül-Ebene prüfen. Später wurde dies mit Chromatographie automatisiert, aber so wurde Nagel eine der wenigen Menschen auf der Welt, die geübt sind, die Bestandteile am Geruch zu erkennen.
Nachdem sie sich bei Firmenich nicht weiterentwickeln konnte, machte sie sich in Italien selbständig. Innerhalb eines Jahres hatte sie 60 Prozent der italienischen Parfüm-Verträge, einschließlich Fendi und Versace. 1997 zog sie nach Paris.
Nagel wurde in ihrem Vertrauen weiter bestätigt durch mehrere größere Hits in der Zusammenarbeit mit Francis Kurkdjian wie 2003 For Her für Narciso Rodriguez, 2005 die Erdbeer-und-Popcorn-Konfection Miss Dior Chérie für Christian Dior, und das fruchtige gourmand Armani Sì (2013); Luxus lines wie Guerlains Les Élixirs Charnels; so wie niche perfume Kreationen wie 2011 “bizarre yet fascinating” Archive 69 für Etat Libre d'Orange, ein kampferartiger Rosen- und Weihrauchgeruch, und Wood Sage & Sea Salt (2014) für den Kosmetikanbieter Jo Malone London, ein Hautduft von Salz, das auf der Haut nach einem Tag am Strand übrig bleibt. (Nagel schuf 46 weitere Düfte für Jo Malone, einschließlich des mehr konventionellen Bestsellers English Pear & Freesia 2010.)

### Hermès
2014 kam Nagel in-house zu Hermès, arbeitete bei Jean-Claude Ellena, der 2004 der erste house-Parfumeur der Marke geworden war. 2016 übergab Ellena,  vor seiner Rente, den Stab an Nagel, und sie wurde einzige in-house Parfumeurin von Hermès und Director der olfactive creations für Hermès Parfums. Das machte sie zur zweiten Frau überhaupt, die eine in-house Parfumeur-Stelle bei einer größeren Luxus-Marke bekleidet (die erste war Mathilde Laurent bei Cartier).
Ihre ersten Düfte bei Hermès waren Galop (2016), ein Duft von Rosen and Leder, und Twilly (2017), ein jugendliches Parfüm mit Ingwer.

### Auszeichnungen
2005, Nagel und Kurkdjian gewannen mit dem Parfüm  Narciso Rodriguez for Her den Fragrance Foundation France Award (called the FiFi Awards) für den besten Damen-Duft. 2012 wurde sie erneut für dies Parfüm mit dem “Twenty Years of Creativity” Preis beim 20. Jubiläum der FiFi Awards ausgezeichnet: Narciso Rodriguez for Her war das most iconic women’s fragrance von den 20, die in der 20-jährigen Geschichte mit einem Jahrespreis ausgezeichnet worden waren.
2007 gewann Nagel den Prix François Coty (später kurzzeitig Cosmetic Valley's International Fragrance Prize genannt, dann aber wieder den ursprünglichen Namen erhielt).
2015 wurde Nagels Kreation Wood Sage & Sea Salt für Jo Malone mit dem International Fragrance Awards der Zeitschrift Marie Claire als mutigster Duft des Jahres für Damen geehrt.
2019 gewann sie den Duftstar in der Kategorie Prestige Damen mit dem Hermès-Duft Eau de Citron Noir und in der Kategorie Prestige Herren mit Terre d’Hermès Eau Intense Vètiver, ebenfalls von Hermès.

### Ansichten von Christine Nagel
Ihre erste Geruchserinnerung ist die des italienischen Talkumpuders, das ihre Mutter für die Pflege ihres Bruders  kaufte, als er noch ein Baby war.

Nagel sagt, ihr liebstes Parfüm sei immer the “next one”, an dem sie gerade arbeite, aber sie hört nicht auf, die Perfümeure zu bewundern, die sie als erste zu ihrem Beruf zogen, inspiriert von deren Kreativität und der signature “Persönlichkeit” von deren Düften. Von den gegenwärtigen Parfümeuren bezeichnet sie Morillas und Dominique Ropion als beachtenswerte Einflüsse, aber sie hat einen speziellen Platz für die bahnbrechende Parfümeurin Germaine Cellier, die die historischen Düfte wie Fracas (1948) und Bandit (1944) für Robert Piguet schuf, zu einer Zeit ohne Frauen in der Industrie: 
Ich hätte gern den Mut von Germaine Cellier gehabt … als sie 1945 Vent Vert präsentierte […] Es ist ein unglaubliches Parfüm, das, wenn es heute in der originalen Rezeptur erschiene, außerordentlich modern wäre.

## Privatleben
Nagel ist verheiratet mit dem Parfümeur Benoit Lapouza. Mit ihm hat sie drei Kinder.